# Gemeindebrief – Magazin für Öffentlichkeitsarbeit

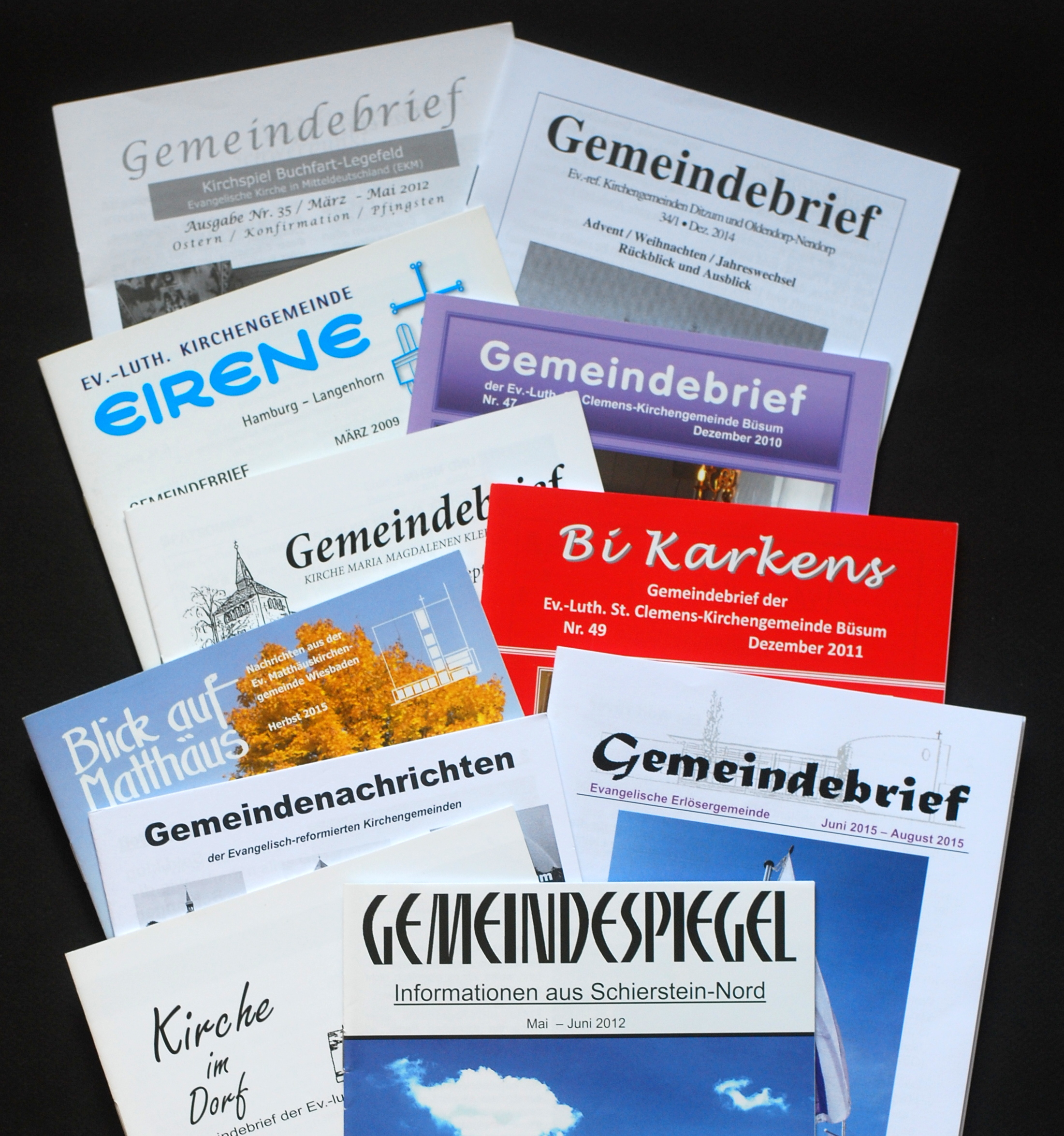
Evangelische Gemeindebriefe

Gemeindebrief – Magazin für Öffentlichkeitsarbeit erscheint seit 1970 (bis 2004 als „Material- und Gestaltungshilfe Der Gemeindebrief“). Es bietet Nachdruckmaterial für die gemeindliche Publizistik und einen Magazinteil mit Reportagen, Servicethemen und Tipps für die gemeindliche Öffentlichkeitsarbeit. Das Magazin wird herausgegeben vom Gemeinschaftswerk der Evangelischen Publizistik in Frankfurt am Main.
Zu dem Angebot gehören neben dem Magazin auch eine umfassende Bild- und Textdatenbank sowie eine CD-ROM-Bibliothek.
Abonnenten des Magazins sind rund 50 % der deutschen evangelischen Gemeinden, die mit dem Material ihre eigenen Gemeindematerialien erstellen. Gemeindebriefe haben deutschlandweit eine Auflage von rund 11 Millionen. In rund 80 % der evangelischen Gemeinden wird ein Gemeindebrief herausgegeben. Die Publikationen, die häufig 4 bis 6 Mal im Jahr erscheinen erreichen 80 % der evangelischen Kirchenmitglieder. Rund 30.000 Mitarbeiter arbeiten an den Ausgaben mit.